# John Grey, 2. Baron Grey of Wilton

Wappen von John Grey, 2. Baron of Wilton

John Grey, 2. Baron Grey of Wilton (* vor 1268; † 18. Oktober 1323) war ein englischer Adliger.

## Herkunft und Erbe
John Grey war ein Sohn von Reginald Grey, 1. Baron Grey of Wilton und von dessen Frau Matilda Longchamp. Bereits 1277 diente er im Feldzug von König Eduard I. gegen Wales. Im November 1278 erhielt er die Erlaubnis, eine Wallfahrt nach Santiago de Compostela anzutreten. Er und sein Vater wurden 1278 und 1286 für Jagdvergehen in königlichen Wäldern begnadigt. 1305 erregte er erneut aus unbekannten Grund das Missfallen des Königs. Er sollte sich bereithalten, um sich vor Gericht zu verantworten, was jedoch nicht geschah. Beim Tod seines Vaters 1308 war Grey bereits mindestens 40 Jahre alt. Er erbte nun die Herrschaft Ruthin in den Welsh Marches, Wilton Castle in Herefordshire sowie Güter in Shirland in Derbyshire, in Purleigh in Essex sowie mehrere Güter in Huntingdonshire, Buckinghamshire, Bedfordshire und Gloucestershire. Dazu musste er aber auch £ 200 Schulden seines Vaters übernehmen. Ab 1308 wurde er als Baron Grey de Wilton mehrfach zum Militärdienst für den König, zu königliche Ratsversammlungen und in das Parlament berufen. 

## Leben
Grey gehörte zu den 25 Baronen, die im März und April 1309 an einem Turnier in Dunstable teilnahmen. Dabei vereinbarten sie wohl, eine Reform der Herrschaft von König Eduard II. anzustreben, was im April 1309 von Grey im Parlament mit gefordert wurde. Er wurde am 16. März 1310 zu einem der 21 Lords Ordainer ernannt, die dieses Reformprogramm erarbeiten sollten. Dieses Programm, die Ordinances, wurden 1311 erlassen. Im Dezember 1313 sollte Grey den Waliser Gruffudd de la Pole ergreifen, der gegen John Charlton über den Besitz der Herrschaft Pole in Wales eine Fehde begonnen hatte. 1314 nahm er an dem gescheiterten Feldzug des Königs nach Schottland teil, der in der Niederlage von Bannockburn endete. Im Februar 1315 wurde er zum Justiciar von Nordwales ernannt, was er bis November 1316 blieb. Ende 1315 war er vermutlich zur Abwehr schottischer Überfälle in Nordengland. Nach dem im August 1318 geschlossenen Vertrag von Leake gehörte Grey dem sechzehnköpfigen Staatsrat angehören, der den König beraten sollte. 1320 begleitete er Eduard II. nach Frankreich, wo der englische König dem französischen König für seine Besitzungen in Frankreich die Treue schwor. Während des Despenser War und der Rebellion des Earl of Lancaster blieb er anscheinend loyal gegenüber dem König und nahm 1322 am Parlament in York teil.

## Familie und Nachkommen
In erster Ehe heiratete Grey Anne († vor 1300), eine Tochter von William Ferrers aus Leicestershire und von Joan le Despenser. In zweiter Ehe heiratete er Maud, eine Tochter von Ralph Basset of Drayton. Im November 1311 wurde Grey erlaubt, Ruthin Castle sowie das Gut von Rushton in Chester seinem jüngeren Sohn Roger zu vererben. Nach seinem Tod erbte sein ältester Sohn Henry Grey († 1342) einen kleineren Teil seiner umfangreichen Ländereien, die sich über 26 Counties erstreckten. Henry wurde Begründer der Familie Grey of Wilton. Fast drei Viertel der Besitzungen erbte jedoch Johns Lieblingssohn Roger Grey († 1353) aus seiner zweiten Ehe, der Stammvater der Familie Grey of Ruthin wurde.